# 랴오이인
랴오이인(중국어: 廖亦崟, 한자음: 요역음, 1985년 10월 7일 ~ )은 타이완의 가수로, Lollipop F의 일원이다.